# Дандас (Онтарио)
Дандас [ˈdʌndəs ] — бывший муниципалитет, ныне пригород Гамильтона, Онтарио, Канада.
С 1848 по 2001 год Дандас был независимым городом. 1 января 2001 года, после десятилетий политических споров, вошёл в состав города Гамильтон вместе с рядом других небольших городов.

## История
Город был основан в 1848 году. Её имя было выбрано Джоном Грейвсом Симко, лейтенант-губернатором Верхней Канады в честь своего друга Генри Дандаса, первого виконта Мелвилла, шотландского адвоката и политика.
В 18 и начале 19 вв. Дандас процветал, поскольку был связан с озером Онтарио через канал Дежардена. Позднее Гамильтон сменил Дандас в роли регионального экономического центра.
В Дандасе есть интересные архитектурные сооружения начала 20 века, благодаря чему он часто использовался в кино- и телесъемках. Вокруг Дандаса находится несколько местных ландшафтных и природных достопримечательностей (природные парки, ботанический сад, водопады).
Ежегодно в третьи выходные августа на фестивале Dundas Cactus Festival проходят концерты, парад и благотворительные азартные игры.

## Известные уроженцы и жители
- Карибу (музыкант) (1978 г.р.), музыкант
- Уильям Ослер (1849—1919), врач
- Стэн Роджерс (1949—1983), фолк-певец
- Джозеф Фрэнсис Райан (1897—1990), священник